# Campeonato Mundial de Halterofilismo de 1989
O Campeonato Mundial de Halterofilismo de 1989 foi a 62ª edição do campeonato de halterofilismo masculino, sendo organizado pela Federação Internacional de Halterofilismo (FIH) em Atenas, na Grécia entre 16 a 23 de setembro de 1989. Foram disputadas dez categorias com a presença de 200 halterofilistas masculinos de 37 nacionalidades, sendo realizado em conjunto com o Campeonato Europeu de Halterofilismo de 1989. Em Manchester, no Reino Unido, ocorreu a 3ª edição do Campeonato Mundial de Halterofilismo Feminino, realizada em conjunto com o Campeonato Europeu de Halterofilismo de 1989 para mulheres, no período de 24 a 26 de novembro de 1989. A categoria feminina contou com a presença de 133 halterofilistas de 37 nacionalidades.

## Medalhistas

### Masculino
| Evento    | Ouro                                    | Ouro     | Prata                                   | Prata    | Bronze                               | Bronze   |
| 52 kg     | 52 kg                                   | 52 kg    | 52 kg                                   | 52 kg    | 52 kg                                | 52 kg    |
| --------- | --------------------------------------- | -------- | --------------------------------------- | -------- | ------------------------------------ | -------- |
| Arranque  | He Zhuoqiang · China                    | 117,5 kg | Ivan Ivanov · Bulgária                  | 117,5 kg | Traian Cihărean · Roménia            | 115,0 kg |
| Arremesso | Ivan Ivanov · Bulgária                  | 155,0 kg | Traian Cihărean · Roménia               | 145,0 kg | He Zhuoqiang · China                 | 145,0 kg |
| Total     | Ivan Ivanov · Bulgária                  | 272,5 kg | He Zhuoqiang · China                    | 262,5 kg | Traian Cihărean · Roménia            | 260,0 kg |
| 56 kg     |                                         |          |                                         |          |                                      |          |
| Arranque  | Liu Shoubin · China                     | 130,0 kg | Hafiz Suleymanov · União Soviética      | 130,0 kg | He Yingqiang · China                 | 125,0 kg |
| Arremesso | Hafiz Suleymanov · União Soviética      | 157,5 kg | Chun Byung-kwan Coreia do Sul           | 155,0 kg | Liu Shoubin · China                  | 155,0 kg |
| Total     | Hafiz Suleymanov · União Soviética      | 287,5 kg | Liu Shoubin · China                     | 285,0 kg | He Yingqiang · China                 | 280,0 kg |
| 60 kg     |                                         |          |                                         |          |                                      |          |
| Arranque  | Naim Süleymanoğlu · Turquia             | 145,0 kg | Attila Czanka · Roménia                 | 137,5 kg | Ri Jae-son · Coreia do Norte         | 137,5 kg |
| Arremesso | Naim Süleymanoğlu · Turquia             | 172,5 kg | Nikolay Peshalov · Bulgária             | 170,0 kg | Attila Czanka · Roménia              | 167,5 kg |
| Total     | Naim Süleymanoğlu · Turquia             | 317,5 kg | Nikolay Peshalov · Bulgária             | 307,5 kg | Attila Czanka · Roménia              | 305,0 kg |
| 67,5 kg   |                                         |          |                                         |          |                                      |          |
| Arranque  | Israel Militosyan · União Soviética     | 160,0 kg | Yoto Yotov · Bulgária                   | 155,0 kg | Kim Myong-nam · Coreia do Norte      | 152,5 kg |
| Arremesso | Israel Militosyan · União Soviética     | 187,5 kg | Andreas Behm · Alemanha Oriental        | 182,5 kg | Yoto Yotov · Bulgária                | 182,5 kg |
| Total     | Israel Militosyan · União Soviética     | 347,5 kg | Yoto Yotov · Bulgária                   | 337,5 kg | Kim Myong-nam · Coreia do Norte      | 327,5 kg |
| 75 kg     |                                         |          |                                         |          |                                      |          |
| Arranque  | Cai Yanshu · China                      | 160,0 kg | Altimurat Orazdurdiev · União Soviética | 160,0 kg | Pablo Lara · Cuba                    | 157,5 kg |
| Arremesso | Altimurat Orazdurdiev · União Soviética | 202,5 kg | Jon Chol-ho · Coreia do Norte           | 200,0 kg | Aleksandar Varbanov · Bulgária       | 200,0 kg |
| Total     | Altimurat Orazdurdiev · União Soviética | 362,5 kg | Pablo Lara · Cuba                       | 357,5 kg | Jon Chol-ho · Coreia do Norte        | 355,0 kg |
| 82,5 kg   |                                         |          |                                         |          |                                      |          |
| Arranque  | Kiril Kounev · Bulgária                 | 172,5 kg | Ingo Steinhöfel · Alemanha Oriental     | 170,0 kg | Sergey Li · União Soviética          | 170,0 kg |
| Arremesso | Kiril Kounev · Bulgária                 | 212,5 kg | Plamen Bratoychev · Bulgária            | 210,0 kg | Ingo Steinhöfel · Alemanha Oriental  | 207,5 kg |
| Total     | Kiril Kounev · Bulgária                 | 385,0 kg | Plamen Bratoychev · Bulgária            | 380,0 kg | Ingo Steinhöfel · Alemanha Oriental  | 377,5 kg |
| 90 kg     |                                         |          |                                         |          |                                      |          |
| Arranque  | Sergey Syrtsov · União Soviética        | 185,0 kg | Anatoly Khrapaty · União Soviética      | 185,0 kg | Ivan Chakarov · Bulgária             | 180,0 kg |
| Arremesso | Anatoly Khrapaty · União Soviética      | 230,0 kg | Sergey Syrtsov · União Soviética        | 222,5 kg | Ivan Chakarov · Bulgária             | 220,0 kg |
| Total     | Anatoly Khrapaty · União Soviética      | 415,0 kg | Sergey Syrtsov · União Soviética        | 407,5 kg | Ivan Chakarov · Bulgária             | 400,0 kg |
| 100 kg    |                                         |          |                                         |          |                                      |          |
| Arranque  | Nicu Vlad · Roménia                     | 190,0 kg | Petar Stefanov · Bulgária               | 187,5 kg | Pavel Kuznetsov · União Soviética    | 180,0 kg |
| Arremesso | Petar Stefanov · Bulgária               | 227,5 kg | Udo Guse · Alemanha Oriental            | 222,5 kg | Nicu Vlad · Roménia                  | 222,5 kg |
| Total     | Petar Stefanov · Bulgária               | 415,0 kg | Nicu Vlad · Roménia                     | 412,5 kg | Pavel Kuznetsov · União Soviética    | 400,0 kg |
| 110 kg    |                                         |          |                                         |          |                                      |          |
| Arranque  | Ronny Weller · Alemanha Oriental        | 202,5 kg | Yury Zakharevich · União Soviética      | 202,5 kg | Andrew Davies · Reino Unido          | 185,0 kg |
| Arremesso | Stefan Botev · Bulgária                 | 242,5 kg | Mirosław Dąbrowski · Polónia            | 212,5 kg | Andrew Davies · Reino Unido          | 210,0 kg |
| Total     | Stefan Botev · Bulgária                 | 427,5 kg | Andrew Davies · Reino Unido             | 395,0 kg | Mirosław Dąbrowski · Polónia         | 382,5 kg |
| +110 kg   |                                         |          |                                         |          |                                      |          |
| Arranque  | Aleksandr Kurlovich · União Soviética   | 215,0 kg | Rizvan Geliskhanov · União Soviética    | 200,0 kg | Michael Schubert · Alemanha Oriental | 195,0 kg |
| Arremesso | Aleksandr Kurlovich · União Soviética   | 245,0 kg | Manfred Nerlinger · Alemanha Ocidental  | 242,5 kg | Rizvan Geliskhanov · União Soviética | 232,5 kg |
| Total     | Aleksandr Kurlovich · União Soviética   | 460,0 kg | Rizvan Geliskhanov · União Soviética    | 432,5 kg | Michael Schubert · Alemanha Oriental | 425,0 kg |

- — RECORDE MUNDIAL

### Feminino
| Evento    | Ouro                            | Ouro     | Prata                           | Prata    | Bronze                            | Bronze   |
| 44 kg     | 44 kg                           | 44 kg    | 44 kg                           | 44 kg    | 44 kg                             | 44 kg    |
| --------- | ------------------------------- | -------- | ------------------------------- | -------- | --------------------------------- | -------- |
| Arranque  | Xing Fen · China                | 72,5 kg  | Kunjarani Devi · Índia          | 57,5 kg  | Bastiyah Said Muhamad · Indonésia | 57,5 kg  |
| Arremesso | Xing Fen · China                | 92,5 kg  | Kunjarani Devi · Índia          | 75,0 kg  | Bastiyah Said Muhamad · Indonésia | 72,5 kg  |
| Total     | Xing Fen · China                | 165,0 kg | Kunjarani Devi · Índia          | 132,5 kg | Bastiyah Said Muhamad · Indonésia | 130,0 kg |
| 48 kg     |                                 |          |                                 |          |                                   |          |
| Arranque  | Huang Xiaoyu · China            | 75,0 kg  | Choi Myung-shik Coreia do Sul   | 65,0 kg  | Robin Byrd · Estados Unidos       | 62,5 kg  |
| Arremesso | Huang Xiaoyu · China            | 97,5 kg  | Choi Myung-shik Coreia do Sul   | 82,5 kg  | Chu Nan-mei · Taipé Chinesa       | 77,5 kg  |
| Total     | Huang Xiaoyu · China            | 172,5 kg | Choi Myung-shik Coreia do Sul   | 147,5 kg | Chu Nan-mei · Taipé Chinesa       | 137,5 kg |
| 52 kg     |                                 |          |                                 |          |                                   |          |
| Arranque  | Peng Liping · China             | 77,5 kg  | Hiromi Uemura · Japão           | 70,0 kg  | Chhaya Adak · Índia               | 65,0 kg  |
| Arremesso | Peng Liping · China             | 107,5 kg | Hiromi Uemura · Japão           | 85,0 kg  | Siyka Stoeva · Bulgária           | 82,5 kg  |
| Total     | Peng Liping · China             | 185,0 kg | Hiromi Uemura · Japão           | 155,0 kg | Siyka Stoeva · Bulgária           | 147,5 kg |
| 56 kg     |                                 |          |                                 |          |                                   |          |
| Arranque  | Xing Liwei · China              | 77,5 kg  | Lalita Polley · Índia           | 72,5 kg  | Janeta Georgieva · Bulgária       | 77,5 kg  |
| Arremesso | Xing Liwei · China              | 102,5 kg | Shyamala Shetty · Índia         | 92,5 kg  | Yang Mei-tzu · Taipé Chinesa      | 90,0 kg  |
| Total     | Xing Liwei · China              | 180,0 kg | Janeta Georgieva · Bulgária     | 162,5 kg | Lalita Polley · Índia             | 160,0 kg |
| 60 kg     |                                 |          |                                 |          |                                   |          |
| Arranque  | Ma Na · China                   | 87,5 kg  | Camelia Nikolaeva · Bulgária    | 87,5 kg  | Daniela Kerkelova · Bulgária      | 82,5 kg  |
| Arremesso | Ma Na · China                   | 115,0 kg | Camelia Nikolaeva · Bulgária    | 115,0 kg | Maria Christoforidou · Grécia     | 100,0 kg |
| Total     | Ma Na · China                   | 202,5 kg | Camelia Nikolaeva · Bulgária    | 202,5 kg | Daniela Kerkelova · Bulgária      | 182,5 kg |
| 67,5 kg   |                                 |          |                                 |          |                                   |          |
| Arranque  | Guo Qiuxiang · China            | 97,5 kg  | Mária Takács · Hungria          | 87,5 kg  | Diana Fuhrman · Estados Unidos    | 87,5 kg  |
| Arremesso | Guo Qiuxiang · China            | 122,5 kg | Mária Takács · Hungria          | 112,5 kg | Kumi Haseba · Japão               | 107,5 kg |
| Total     | Guo Qiuxiang · China            | 220,0 kg | Mária Takács · Hungria          | 200,0 kg | Valkana Tosheva · Bulgária        | 190,0 kg |
| 75 kg     |                                 |          |                                 |          |                                   |          |
| Arranque  | Milena Trendafilova · Bulgária  | 95,0 kg  | Arlys Kovach · Estados Unidos   | 92,5 kg  | Zhang Xiaoli · China              | 90,0 kg  |
| Arremesso | Milena Trendafilova · Bulgária  | 125,0 kg | Zhang Xiaoli · China            | 125,0 kg | Chen Shu-chih · Taipé Chinesa     | 110,0 kg |
| Total     | Milena Trendafilova · Bulgária  | 220,0 kg | Zhang Xiaoli · China            | 215,0 kg | Arlys Kovach · Estados Unidos     | 202,5 kg |
| 82,5 kg   |                                 |          |                                 |          |                                   |          |
| Arranque  | Li Hongling · China             | 102,5 kg | María Isabel Urrutia · Colômbia | 100,0 kg | Judy Oakes · Reino Unido          | 87,5 kg  |
| Arremesso | Li Hongling · China             | 137,5 kg | María Isabel Urrutia · Colômbia | 130,0 kg | Erika Takács · Hungria            | 117,5 kg |
| Total     | Li Hongling · China             | 240,0 kg | María Isabel Urrutia · Colômbia | 230,0 kg | Judy Oakes · Reino Unido          | 202,5 kg |
| +82,5 kg  |                                 |          |                                 |          |                                   |          |
| Arranque  | Karyn Marshall · Estados Unidos | 110,0 kg | Han Changmei · China            | 105,0 kg | Christina Ilieva · Bulgária       | 82,5 kg  |
| Arremesso | Han Changmei · China            | 137,5 kg | Karyn Marshall · Estados Unidos | 130,0 kg | Carol Cady · Estados Unidos       | 105,0 kg |
| Total     | Han Changmei · China            | 242,5 kg | Karyn Marshall · Estados Unidos | 240,0 kg | Carol Cady · Estados Unidos       | 185,0 kg |

- — RECORDE MUNDIAL

## Quadro de medalhas
Quadro de medalhas no total combinado
| Ordem | País              | Medalha de ouro | Medalha de prata | Medalha de bronze | Total |
| ----- | ----------------- | --------------- | ---------------- | ----------------- | ----- |
| 1     | China             | 8               | 3                | 1                 | 12    |
| 2     | Bulgária          | 5               | 5                | 4                 | 14    |
| 3     | União Soviética   | 5               | 2                | 1                 | 8     |
| 4     | Turquia           | 1               | 0                | 0                 | 1     |
| 5     | Roménia           | 0               | 1                | 2                 | 3     |
| 5     | Estados Unidos    | 0               | 1                | 2                 | 3     |
| 7     | Reino Unido       | 0               | 1                | 1                 | 2     |
| 7     | Índia             | 0               | 1                | 1                 | 2     |
| 9     | Colômbia          | 0               | 1                | 0                 | 1     |
| 9     | Cuba              | 0               | 1                | 0                 | 1     |
| 9     | Hungria           | 0               | 1                | 0                 | 1     |
| 9     | Japão             | 0               | 1                | 0                 | 1     |
| 9     | Coreia do Sul     | 0               | 1                | 0                 | 1     |
| 14    | Alemanha Oriental | 0               | 0                | 2                 | 2     |
| 14    | Coreia do Norte   | 0               | 0                | 2                 | 2     |
| 16    | Taipé Chinesa     | 0               | 0                | 1                 | 1     |
| 16    | Indonésia         | 0               | 0                | 1                 | 1     |
| 16    | Polónia           | 0               | 0                | 1                 | 1     |
| Total | Total             | 19              | 19               | 19                | 57    |

Quadro de medalhas nos levantamentos + total combinado
| Ordem | País               | Medalha de ouro | Medalha de prata | Medalha de bronze | Total |
| ----- | ------------------ | --------------- | ---------------- | ----------------- | ----- |
| 1     | China              | 26              | 5                | 5                 | 36    |
| 2     | União Soviética    | 13              | 8                | 4                 | 25    |
| 3     | Bulgária           | 12              | 12               | 12                | 36    |
| 4     | Turquia            | 3               | 0                | 0                 | 3     |
| 5     | Roménia            | 1               | 3                | 5                 | 9     |
| 5     | Estados Unidos     | 1               | 3                | 5                 | 9     |
| 7     | Alemanha Oriental  | 1               | 3                | 4                 | 8     |
| 8     | Índia              | 0               | 5                | 2                 | 7     |
| 9     | Coreia do Sul      | 0               | 4                | 0                 | 4     |
| 10    | Hungria            | 0               | 3                | 1                 | 4     |
| 10    | Japão              | 0               | 3                | 1                 | 4     |
| 12    | Colômbia           | 0               | 3                | 0                 | 3     |
| 13    | Reino Unido        | 0               | 1                | 4                 | 5     |
| 13    | Coreia do Norte    | 0               | 1                | 4                 | 5     |
| 15    | Cuba               | 0               | 1                | 1                 | 2     |
| 15    | Polónia            | 0               | 1                | 1                 | 2     |
| 17    | Alemanha Ocidental | 0               | 1                | 0                 | 1     |
| 18    | Taipé Chinesa      | 0               | 0                | 4                 | 4     |
| 19    | Indonésia          | 0               | 0                | 3                 | 3     |
| 20    | Grécia             | 0               | 0                | 1                 | 1     |
| Total | Total              | 57              | 57               | 57                | 171   |